# Sylt Air
Die Sylt Air GmbH ist eine deutsche Fluggesellschaft mit Sitz in Tinnum und Basis auf dem Flughafen Sylt.

## Geschichte
Das 1963 von Ulrich Schreiber als Friesenflug in Rendsburg gegründete Luftfahrtunternehmen betätigte sich im Seebäderflugdienst sowie mit Charter- und Bedarfsflügen.
Als der polnische Pilot Kasimir Samp und seine Sylter Gattin Ursula 1978 den Flugbetrieb übernahmen, wurde die Flotte ausgebaut und eine feste Linienverbindung zwischen Sylt und Hamburg etabliert. Im Jahr 1998 wurde Friesenflug an die 1992 in Berlin gegründete Aeroline GmbH (die 1993 die Flugschule Sylt aus Westerland übernommen hatte) des Unternehmers Peter Siemiatkowski verkauft. Im Jahr 1994 wurde der Firmensitz nach Sylt verlegt.
Im Jahr 2001 wurden Flugschule und Friesenflug vereinigt und in Sylt Air umbenannt. Seit der juristischen Verschmelzung im Jahr 2008 lautet die Firmierung Sylt Air GmbH. Die Gesellschaft betreibt am Flughafen Sylt ein Abfertigungs- und Verwaltungsgebäude.
Zum 1. Januar 2025 wurde die Sylt Air GmbH an die Paderborner Pad Aviation GmbH verkauft und ist nun somit im Besitz der Familie Wittland.

## Flugziele
In den Sommermonaten fliegt Sylt Air montags bis freitags zweimal sowie sonntags einmal täglich von Sylt nach Hamburg und zurück. Zudem werden ganzjährig europaweite Charterflüge durchgeführt. Ab dem 23. Juni 2023 hat die Sylt Air bis einschließlich dem 3. September 2023 eine Linienverbindung zwischen Sylt und Dortmund angeboten. Geflogen wurde jeweils einmal täglich am Freitag und Montag, mit der bis Ende Oktober betriebenen Cessna C208B Grand Caravan (D-FUNG). In der Saison 2025 wird die Sylt Air die Strecke Sylt – Hamburg in Zusammenarbeit mit der IAS Itzehoer Air Service GmbH und derer D-FUNK Cessna C208 bedienen.

## Flotte

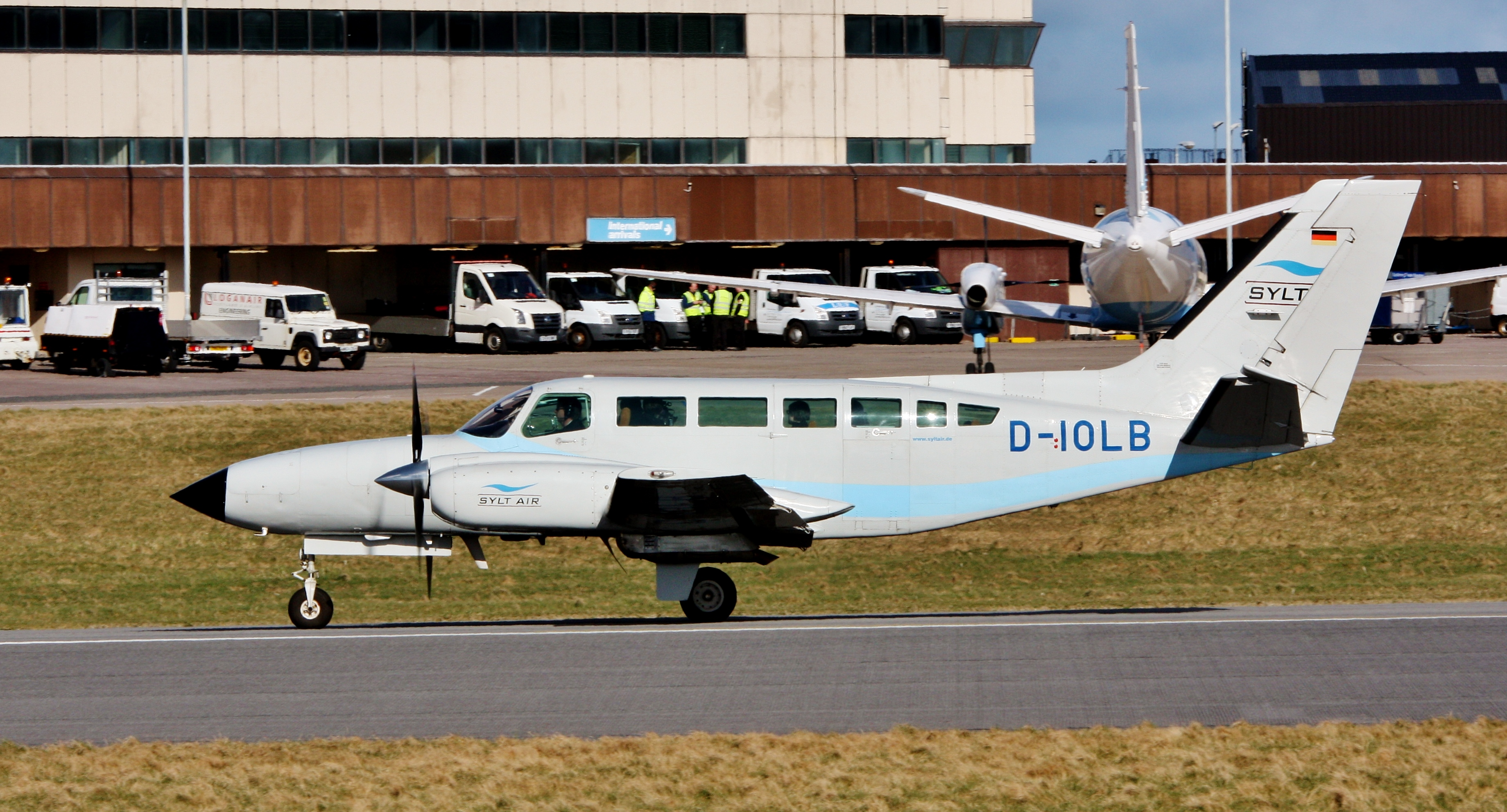
Cessna 404 der Sylt Air

Mit Stand Februar 2024 besteht die Flotte der Sylt Air aus acht Flugzeugen:
| Flugzeugtyp                  | Anzahl | Luftfahrzeugkennzeichen | Anmerkungen                           | Sitzplätze | Baujahr |
| ---------------------------- | ------ | ----------------------- | ------------------------------------- | ---------- | ------- |
| Cessna F150K                 | 1      | D-ECHB                  | Schulungsflugzeug (PPL)               | 2          | 1970    |
| Cessna FR182 Skylane RG      | 1      | D-EGTD                  | Rundflugflugzeug                      | 4          | 1978    |
| Cessna 404 Titan             | 1      | D-IOLB                  | Zubringerflugzeug für HAM Linienflüge | 11         | 1980    |
| Cessna 525A CitationJet CJ2+ | 20     | D-IGWT                  | Geschäftsreiseflugzeuge               | 8          | 2008    |
| Cessna 525A CitationJet CJ2+ | 20     | D-IHUB                  | Geschäftsreiseflugzeuge               | 8          | 2008    |
| Partenavia P-68B Victor      | 2      | D-GFPG                  | Charter & Rundflugflugzeug            | 6          | 1978    |
| Partenavia P-68B Victor      | 2      | D-GERT                  | Charter & Rundflugflugzeug            | 6          | 1979    |
| Gesamt                       | 7      |                         |                                       |            |         |

Ehemalige Flugzeuge:
- Vulcanair P68C (D-GFLY)
- Partenavia P.68B (D-GDVK)
- Cessna C172 (D-EAVC)
- Cessna C207 (D-ECMB)
- Cessna C501 (D-IAWU)
- Cessna C421 (D-ICVW)
- Cessna C208B (D-FUNG)

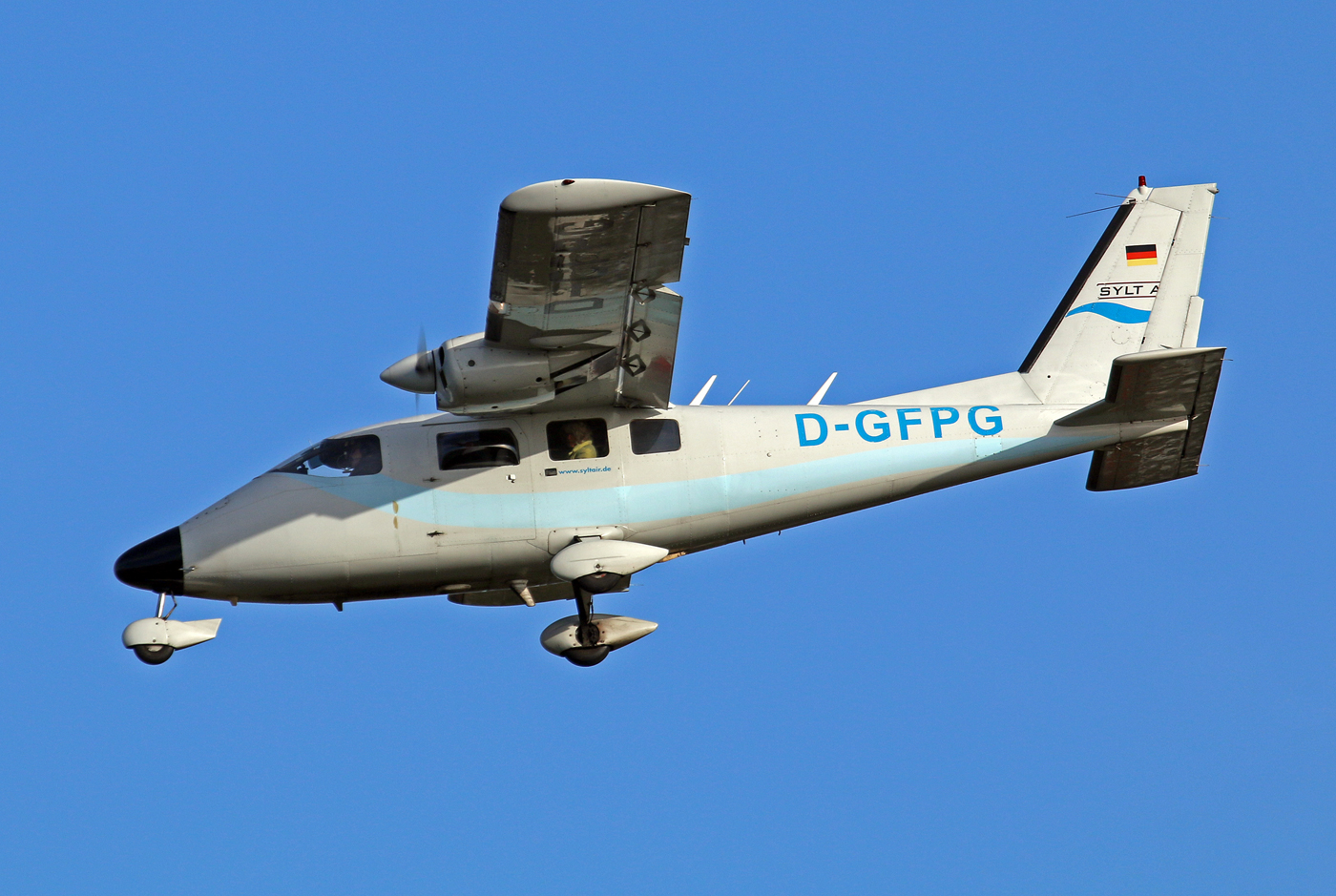
Partenavia P.68 der Sylt Air

- Cessna C525A CJ2+ (D-ISLT & D-ILOU)